# Forum Medycyny Rodzinnej
Forum Medycyny Rodzinnej – oficjalny dwumiesięcznik Polskiego Towarzystwa Medycyny Rodzinnej wydawany przez Wydawnictwo Via Medica. Redaktorem naczelnym jest prof. Janusz Siebert. Zastępcą redaktora naczelnego jest prof. Wanda Horst-Sikorska.
W skład rady naukowej wchodzą samodzielni pracownicy naukowi z tytułem profesora lub doktora habilitowanego z Polski. Artykuły ukazują się w języku polskim (drukowane są także abstrakty w języku angielskim). 

## Stałe działy
- wybrane problemy kliniczne
- interesujące przypadki kliniczne
- praktyka lekarza rodzinnego

## Indeksacja
- Index Copernicus (IC)

Współczynniki cytowań:
- Index Copernicus (2009): 3,64[1]

Na liście czasopism punktowanych przez polskie Ministerstwo Nauki znajduje się w części B z sześcioma punktami.